# 인식적 부정의

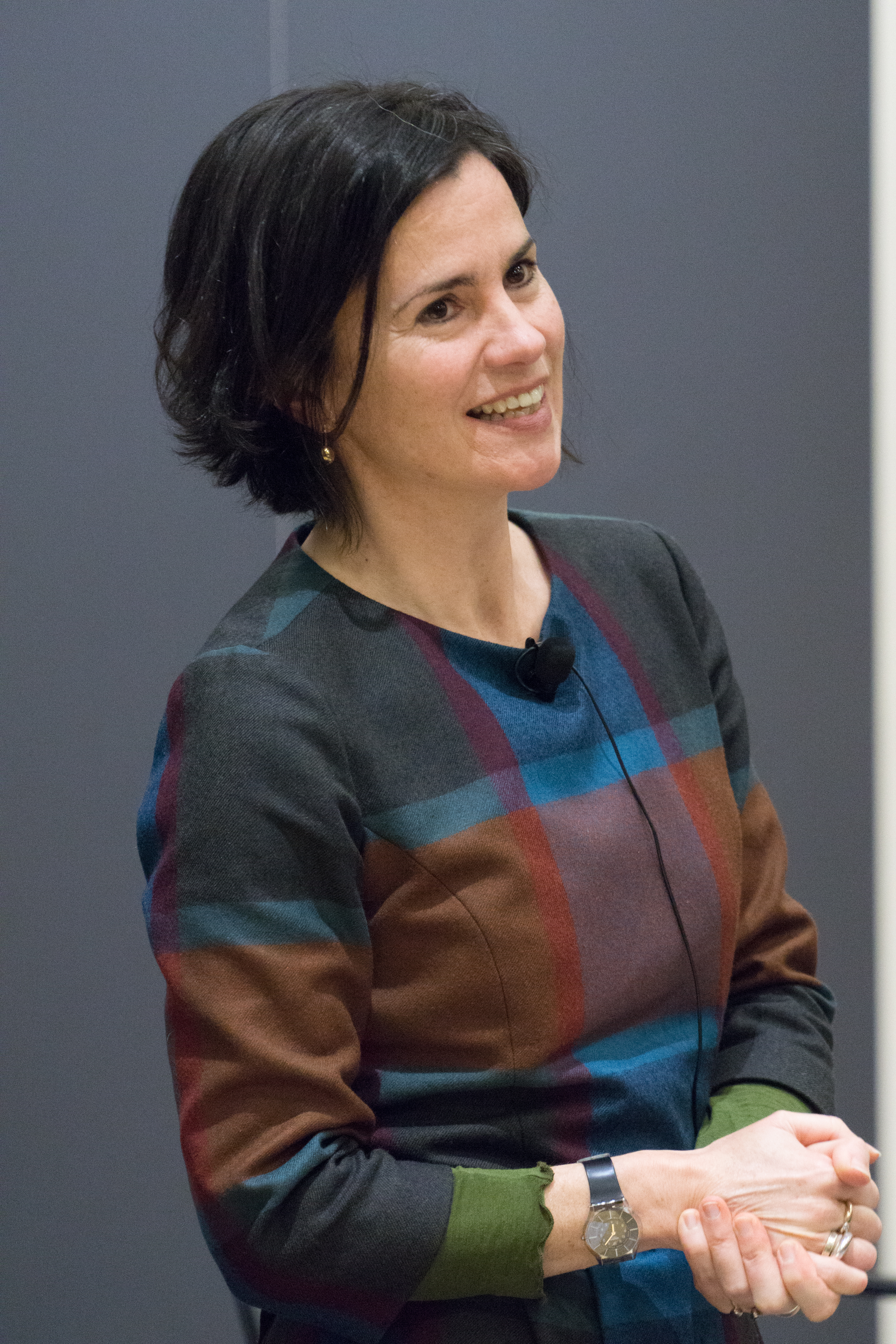
미란다 프리커의 2007년 사진

인식적 부정의(認識的 不正義, Epistemic injustice) 혹은 인식론적 부정의, 인지적 부정의는 지식과 관련한 부정의이다. 인식적 부정의에는 배제와 침묵 시키기, 어떤 이가 한 기여나 의미에 대한 체계적 왜곡 또는 허위진술, 의사소통 상황에서 지위나 평판을 깎아내리는 것, 권한에 불공정한 차이를 두는 것 그리고 불합리한 불신 등이 포함된다.
인식적 부정의는 2007년 영국의 철학자인 미란다 프리커Miranda Fricker가 처음으로 체계화시켰는데, 인식적 부정의란 용어도 프리커가 만들어 낸 것이다. 프리커에 따르면 인식적 부정의에는 증언적 부정의(Testimonial injustice)와 해석학적 부정의(Hermeneutical injustice) 두 가지 종류가 존재한다.

## 같이 보기

### 관련된 철학자
- 미란다 프리커
- 호세 메디나
- 크리스티 닷슨
- 게일 폴하우스 주니어
- 엘리자베스 S. 앤더슨
- 데이비드 코디
- 찰스 밀스

## 참고 문헌
- Anderson, Elizabeth (2012). “Epistemic Justice as a Virtue of Social Institutions”. 《Social Epistemology》 26 (2): 163–173. doi:10.1080/02691728.2011.652211.
- Dotson, Kristie (2012). “A Cautionary Tale: On Limiting Epistemic Oppression”. 《Frontiers: A Journal of Women Studies》 33: 24. doi:10.5250/fronjwomestud.33.1.0024.
- 프리커, 미란다 (2007). 인식적 부정의 : 앎의 힘과 윤리(Epistemic Injustice: Power and the Ethics of Knowing). 옥스포드: 옥스포드 대학출판부. ISBN 9780198237907 . (한국어 번역: 미란다 프리커 (2025), 유기훈ㆍ정선도 역, 인식적 부정의: 권력, 편견, 그리고 앎의 윤리, 오월의 봄)
- 키드id이안 제임스me호세 메디나in게일 폴하우스 주니어.r. (2017). 인식적 부정의에 대한 루틀렛지 안내서(The Routledge Handbook of Epistemic Injustice.). 루틀렛지.ISBN 9781138828254ISBN 9781138828254
- Medina, José (2011). “The Relevance of Credibility Excess in a Proportional View of Epistemic Injustice: Differential Epistemic Authority and the Social Imaginary”. 《Social Epistemology》 25: 15–35. doi:10.1080/02691728.2010.534568.
- —— (2013). 저항의 인식론 : 젠더 및 인종 억압, 인식적 부정의, 저항의 상상력(The Epistemology of Resistance: Gender and Racial Oppression, Epistemic Injustice, and Resistant imaginations.). 옥스포드: 옥스포드 대학출판부. ISBN 9780199929023 .
- Medina, José (2012). “Hermeneutical Injustice and Polyphonic Contextualism: Social Silences and Shared Hermeneutical Responsibilities”. 《Social Epistemology》 26 (2): 201–220. doi:10.1080/02691728.2011.652214.
- Mills, Charles (2007). 〈White Ignorance〉.   Sullivan; Tuana. 《Race and Epistemologies of Ignorance》. Philosophy and Race Series. Albany, NY: SUNY Press. 13–38쪽. ISBN 9780791471012.
- Pohlhaus, Gaile (2012). “Relational Knowing and Epistemic Injustice: Toward a Theory of Willful Hermeneutical Ignorance”. 《Hypatia》 27 (4): 715–735. doi:10.1111/j.1527-2001.2011.01222.x.